# Guarani Esporte Clube (Juazeiro do Norte)
Pour les articles homonymes, voir Guarani Esporte Clube.
Le Guarani Esporte Clube est un club brésilien de football basé à Juazeiro do Norte dans l'État du Ceará.